# Meigenia sicula
Meigenia sicula är en tvåvingeart som först beskrevs av Robineau-desvoidy 1830.  Meigenia sicula ingår i släktet Meigenia och familjen parasitflugor.
Artens utbredningsområde är Italien. Inga underarter finns listade i Catalogue of Life.